# Antônio Morais
Antônio Morais dos Santos (Prata (Minas Gerais), 12 de outubro de 1922 - Campo Grande (Mato Grosso do Sul), 11 de dezembro de 2013) foi um político brasileiro, 8º prefeito de Dourados (1955-1959) e deputado estadual pelo Mato Grosso (1958-1962). Exceto esses mandatos, Antônio nunca mais se candidatou a ou exerceu qualquer outro cargo público.

## Vida política
Em 1954, Antônio então com 32 anos, decidiu se candidatar à prefeitura de Dourados pela UDN. Seus outros concorrentes, todos proprietários rurais como ele, eram Milton Milan (PSP) e Rui Gomes (PSD).
Além deste cargo, foi Presidente do Banco Agrícola de Dourados de 1957 a 1962, e depois vice, quando o banco foi incorporado pelo Banco Financial de Mato Grosso. Depois de seu mandato como prefeito, Antônio foi deputado estadual e, em 1962, tentou novamente a eleição para prefeito, mas perdeu. A decepção o afastou da vida política e, desde então, ele se dedicou exclusivamente à atividade ruralista.

## Morte
Antônio sofria de embolia pulmonar e foi internado no Hospital da Unimed, em Campo Grande, mas vinte dias mais tarde não resistiu e acabou falecendo, de insuficiência respiratória, aos 92 anos.